# Praia do Azibo
A Praia do Azibo é uma praia fluvial portuguesa que fica situada nas margens da Barragem do Azibo e a cerca de 40 km´s de Bragança.
Localizada em Macedo de Cavaleiros, é uma das praias fluviais mais prestigiadas da Europa, é aquela que há mais anos consecutivos tem Bandeira Azul (praia limpa), constando assim nas listas europeias de melhores locais culturais e turísticos, sendo que nas infraestruturas constam restaurantes, cafés, parque de campismo, WC, chuveiros, parque de estacionamento, aluguer de barcos, etc.
Foi a única praia fluvial a norte do Tejo classificada como uma das Sete Maravilhas de Portugal, em 2012.
Para que aproveitem bem tudo o que podem fazer em família na Albufeira do Azibo, na Praia da Ribeira, o nosso conselho é que cheguem bem cedo pela manhã. Aproveitar as horas em que o sol não é tão forte, para fazer umas brincadeiras na areia em família ou mesmo aproveitar para dar uns mergulhos no rio.
Esta é uma praia vigiada onde vão encontrar diversos equipamentos. Nem todos o são, mas os equipamentos gratuitos chegam para proporcionar um dia bem divertido. Para além de um parque infantil, onde os mais novos se divertem ao máximo, na Praia da Ribeira têm ainda uma plataforma, também gratuita, com uma pequena piscina para os mais pequenos, e de onde os mais crescidos e os adultos podem aproveitar para dar uns bons mergulhos no rio.
A acrescentar ao areal, ao parque infantil e à plataforma para mergulhos, nesta praia fluvial de Macedo de Cavaleiros têm ainda à vossa disposição um extenso espaço ajardinado com diversas árvores que, nas horas de mais calor, proporcionam uma agradável sombra. Podem aproveitar este espaço para um piquenique em família ou, simplesmente, para um jogo de futebol … a vossa imaginação é o limite.